# Порт-Гібсон (Міссісіпі)
Порт-Гібсон (англ. Port Gibson) — місто (англ. city) в США, в окрузі Клейборн штату Міссісіпі. Місто одне з найстаріших європейських поселень в пониззі річки Міссісіпі. Населення — 1269 осіб (2020).

## Географія
Порт-Гібсон розташований за координатами 31°57′21″ пн. ш. 90°59′0″ зх. д. / 31.95583° пн. ш. 90.98333° зх. д. (31.955803, -90.983433). Місто розташоване на річці Байу-П'єр в 50 кілометрах на південь від Віксбурга, в 65 кілометрах на північ від Натчеза, в 90 кілометрах на північний захід від столиці штату — Джексона на 61-ій автодорозі США. За даними Бюро перепису населення США в 2010 році місто мало площу 4,55 км², уся площа — суходіл.

## Демографія
Згідно з переписом 2010 року, у місті мешкало 1567 осіб у 638 домогосподарствах у складі 393 родин. Густота населення становила 344 особи/км². Було 754 помешкання (166/км²).
Расовий склад населення:
| - 84,4 % — чорних або афроамериканців - 14,6 % — білих - 0,6 % — азіатів |

До двох чи більше рас належало 0,1 %. Частка іспаномовних становила 0,4 % від усіх жителів.
За віковим діапазоном населення розподілялося таким чином: 25,9 % — особи молодші 18 років, 60,0 % — особи у віці 18—64 років, 14,1 % — особи у віці 65 років та старші. Медіана віку мешканця становила 36,0 року. На 100 осіб жіночої статі у місті припадало 83,3 чоловіків; на 100 жінок у віці від 18 років та старших — 80,6 чоловіків також старших 18 років.
Середній дохід на одне домашнє господарство становив 26 432 долари США (медіана — 17 165), а середній дохід на одну сім'ю — 30 755 доларів (медіана — 20 089). Медіана доходів становила 34 063 долари для чоловіків та 19 507 доларів для жінок. За межею бідності перебувало 55,9 % осіб, у тому числі 81,3 % дітей у віці до 18 років та 20,0 % осіб у віці 65 років та старших.
Цивільне працевлаштоване населення становило 431 осіб. Основні галузі зайнятості: освіта, охорона здоров'я та соціальна допомога — 42,9 %, публічна адміністрація — 13,2 %, мистецтво, розваги та відпочинок — 12,3 %.